# 너의 시선이 머무는 곳에
너의 시선이 머무는 곳에(Where Your Eyes Linger)는 한기찬, 장의수, 최규리, 전재영이 주연을 맡은 2020년 한국 웹 시리즈이다. W-STORY의 오리지널 드라마로, 2020년 5월 22일부터 6월 12일까지 플랫폼에서 스트리밍 가능하며, 매주 금요일 12시(KST) 시간대에 2회, 총 8회 방송된다. 또한 200개 이상의 국가에서 Viki를 통해 스트리밍할 수 있다.
이 시리즈는 부천국제판타스틱영화제와 각종 언론으로부터 국내 최초의 BL 드라마로 평가받고 있다. KTEN의 2020년 최고의 BL 드라마 목록에도 포함되어 있다.
감독판은 2020년 7월 16일 스트리밍 플랫폼 넷플릭스, 웨이브, 티빙, 네이버TV를 통해 온라인 공개됐다. 극장판은 제24회 부천국제판타스틱영화제, 제80회 베니스국제영화제에서 상영됐다.

## OST
| #            | 제목                        | 작사                      | 작곡         | Artist       | 재생 시간 |
| ------------ | --------------------------- | ------------------------- | ------------ | ------------ | --------- |
| 1.           | 〈YOU〉                     | RUNY                      | RUNY, IVeR   | THE MAN BLK  | 3:11      |
| 2.           | 〈Light〉                   | RUNY                      | RUNY, IVeR   | KEUM JO      | 3:33      |
| 3.           | 〈Looking At You〉 (널보면) | Jung Se-in                | RUNY, Flum3n | RUNY         | 4:10      |
| 4.           | 〈See U〉                   | Kim Bo-young, Lee Gyeo-la | Kim Bo-young | Heo Jung     | 3:27      |
| 5.           | 〈YOU〉 (Inst.)             |                           | RUNY, IVeR   |              | 3:11      |
| 6.           | 〈Light〉 (Inst.)           |                           | RUNY, IVeR   |              | 3:33      |
| 7.           | 〈Looking At You〉 (Inst.)  |                           | RUNY, Flum3n |              | 4:10      |
| 8.           | 〈See U〉 (Inst.)           |                           | Kim Bo-young |              | 3:27      |
| 총 재생 시간 | 총 재생 시간                | 총 재생 시간              | 총 재생 시간 | 총 재생 시간 | 28:42     |